# Segona divisió espanyola de futbol 1932-1933
Resum de l'activitat de la temporada 1932-1933 de la Segona divisió espanyola de futbol.

## Clubs participants
| Club                   | Ciutat               | Estadi        |
| ---------------------- | -------------------- | ------------- |
| Athletic Club Madrid   | Madrid               | Metropolitano |
| CE Castelló            | Castelló de la Plana | El Sequiol    |
| Celta de Vigo          | Vigo                 | Balaídos      |
| Deportivo de La Coruña | La Corunya           | Riazor        |
| Murcia FC              | Múrcia               | La Condomina  |
| CA Osasuna             | Pamplona             | San Juan      |
| Oviedo FC              | Oviedo               | Buenavista    |
| Sevilla FC             | Sevilla              | Nervión       |
| Sporting de Gijón      | Gijón                | El Molinón    |
| Unión Club Irún        | Irun                 | Stadium Gal   |

## Classificació
| Pos | Equip                  | PJ | PG | PE | PP | GF | GC | DG  | Pts | Promoció o descens        |
| --- | ---------------------- | -- | -- | -- | -- | -- | -- | --- | --- | ------------------------- |
| 1   | Oviedo FC              | 18 | 12 | 3  | 3  | 58 | 26 | +32 | 27  | Ascens a Primera Divisió  |
| 2   | Athletic Club Madrid   | 18 | 10 | 4  | 4  | 40 | 35 | +5  | 24  |                           |
| 3   | Murcia FC              | 18 | 9  | 2  | 7  | 33 | 41 | −8  | 20  |                           |
| 4   | Unión Club de Irún     | 18 | 9  | 2  | 7  | 51 | 36 | +15 | 20  |                           |
| 5   | Deportivo de La Coruña | 18 | 8  | 4  | 6  | 38 | 38 | 0   | 20  |                           |
| 6   | Sporting de Gijón      | 18 | 8  | 2  | 8  | 49 | 40 | +9  | 18  |                           |
| 7   | Club Celta             | 18 | 8  | 1  | 9  | 36 | 38 | −2  | 17  |                           |
| 8   | CA Osasuna             | 18 | 7  | 3  | 8  | 45 | 47 | −2  | 17  |                           |
| 9   | Sevilla FC             | 18 | 5  | 3  | 10 | 29 | 38 | −9  | 13  |                           |
| 10  | CE Castelló            | 18 | 2  | 0  | 16 | 14 | 54 | −40 | 4   | Descens a Tercera Divisió |

1. ↑  El CE Castelló va ser desqualificat després de negar-se a jugar els últims quatre partits com a local a València. Finalment, els quatre partits es contaren com a derrotes i es respectaren la resta de resultats perquè no afectaren als implicats en l'ascens. El camp d'El Sequiol va ser clausurat pels incidents en el partit que disputaren el CE Castelló enfront al Reial Oviedo. Posterior l'equip castellonec va ser refundat com l'Sport La Plana i jugà la temporada 1934/35 a la Tercera divisió.

## Resultats
| Casa \ Fora            | ATL | CAS | CEL | DEP | MUR | OSA | OVI | SEV | SPO | UNI |
| ---------------------- | --- | --- | --- | --- | --- | --- | --- | --- | --- | --- |
| Athletic Club Madrid   |     | 8–1 | 2–0 | 0–0 | 4–2 | 1–5 | 3–0 | 2–1 | 2–0 | 4–2 |
| CE Castelló            | 3–4 |     | -   | -   | 1–3 | -   | 0–2 | 1–3 | -   | 3–0 |
| Celta de Vigo          | 2–4 | 4–1 |     | 4–1 | 1–2 | 3–0 | 2–1 | 4–1 | 3–4 | 4–2 |
| Deportivo de La Coruña | 1–1 | 4–0 | 7–2 |     | 1–1 | 5–0 | 3–1 | 3–1 | 4–3 | 5–0 |
| Murcia FC              | 4–1 | 1–0 | 1–2 | 1–0 |     | 2–1 | 1–3 | 3–2 | 5–1 | 2–1 |
| CA Osasuna             | 2–2 | 1–2 | 4–2 | 8–1 | 6–1 |     | 3–3 | 4–0 | 3–2 | 1–2 |
| Oviedo FC              | 5–1 | 8–1 | 2–1 | 6–1 | 3–0 | 7–1 |     | 5–1 | 3–3 | 2–0 |
| Sevilla FC             | 0–0 | 4–0 | 1–1 | 1–1 | 3–1 | 3–1 | 1–2 |     | 5–2 | 1–2 |
| Sporting de Gijón      | 0–1 | 6–1 | 3–1 | 2–0 | 2–2 | 8–2 | 2–3 | 5–1 |     | 5–1 |
| Unión Club Irún        | 7–1 | 6–0 | 3–0 | 7–1 | 9–1 | 3–3 | 2–2 | 1–0 | 3–1 |     |

## Resultats finals
- Campió: Reial Oviedo.
- Ascens a Primera divisió: Reial Oviedo.
- Descens a Segona divisió espanyola de futbol: Alavés.
- Ascens a segona divisió: CE Sabadell.
- Descens a Tercera divisió: CE Castelló.